# متفطرة جذامية
متفطرة جذامية أو عصية هانسن أو الفطرية الجذامية أو بكتريا الجذام (الاسم العلمي: Mycobacterium leprae) هو نوع من البكتيريا يتبع جنس المتفطرة من فصيلة المتفطرات. وهي العامل المسبب للجذام. إنها عبارة عن عصيات متعددة الأشكال صامدة للحمض تعيش داخل الخلايا. المتفطرة الجذامية بكتيريا هوائية. ولما كان لها غلاف شمعي ثخين الذي تتميز به المتفطرات، فإنها لا تتلون بالملونات العادية مثل تلوين غرام. تم اكتشافها عام 1873 على يد جيرهارد أرماور هانسن.